# Mount Macey
Mount Macey ist ein isolierter und 1960 m (nach australischen Angaben 2080 m) hoher Berg im ostantarktischen Mac-Robertson-Land. Er ragt 25 km südöstlich der Stinear-Nunatakker auf.
Eine vom australischen Geodäten und Kartografen Robert George Dovers (1921–1981) geführte Mannschaft sichtete ihn 1954 im Rahmen der Australian National Antarctic Research Expeditions. Das Antarctic Names Committee of Australia benannte ihn nach Louis Edward Macey (1911–1986), technischer Leiter der Mawson-Station im Jahr 1954.